# Ismael Spitalnik
Ismael Spitalnik (* 27. August 1919 in Buenos Aires; † 12. Oktober 1999 in Ramos Mejía) war ein argentinischer Bandoneonist, Bandleader, Arrangeur und Tangokomponist.

## Leben
Spitalnik hatte als Kind Unterricht bei José Junnissi, dem Bruder Alejando Junnissis, und spielte in einer von diesem geleiteten Band. Als Jugendlicher tourte er mit Armando Cupo durch Córdoba und Santa Fe. 1939 schloss er sich Emilio Balcarce an, gehörte dann kurze Zeit zum Orquesta Típica Nobel an und kam schließlich zum Orchester Ángel D’Agostinos, bei dem er bis 1943 blieb. Parallel dazu studierte er Harmonielehre und Komposition bei Jacobo Fischer, nahm Unterricht bei Paco Requena und schloss ein Studium als Industriechemiker ab.
Nach der Trennung von D’Agostino wurde er 1944 Mitglied im Orchester Horacio Salgáns und 1945 im Orchester Miguel Calós. Als Leiter des Begleitorchesters Francisco Fiorentinos war er der Nachfolger Astor Piazollas. Später gründete er ein Orchester, mit dem er Sänger wie Raúl Iriarte, Aldo Calderón und Hugo del Carril begleitete. In der Formation Juan Carlos Cobiáns wirkte er als Musiker und Arrangeur. Für die Editorial Korn arrangierte und instrumentierte er Musik Aníbal Troilos und des Orchesters Francini-Pontier. Von 1956 bis 1961 gehörte er dem Orchester Osvaldo Puglieses an, mit dem er durch die Sowjetunion und China tourte.
Mit einer Tournee durch neun Städte der Sowjetunion kehrte Spitalnik nach langer Pause 1987 auf die Musikbühne zurück. Ab 1990 trat er mit einem Septett auf, das aus dem Pianisten Normando Lázzara, den Geigern Carlos Piccione und Gabriel Rivas, dem Kontrabassisten Osvaldo Gurnitz, dem Bratschisten Andrés Rivas und dem Cellisten Patricio Villarejo bestand. Nach schwerer Krankheit starb er 1999 in Ramos Mejía.

## Kompositionen
- Fraternal
- Bien milonga
- Anónimo
- Gente amiga
- De buena estampa
- Presencia tanguera
- Todo terminó
- San Pedro y San Pablo
- Ni me entrego ni me voy
- Bandoneón melancólico
- El troesma